# Élection (religion)
 (juin 2023).
Si vous disposez d'ouvrages ou d'articles de référence ou si vous connaissez des sites web de qualité traitant du thème abordé ici, merci de compléter l'article en donnant les références utiles à sa vérifiabilité et en les liant à la section « Notes et références ».
Pour les articles homonymes, voir Élection (homonymie).
L'élection est une doctrine biblique qui a deux applications. 
- Elle a trait au choix de ceux qui seraient la descendance d'Abraham et la maison d'Israël et deviendraient le peuple de l'alliance (voir De 32:7–9). Ces personnes ont reçu des bénédictions et des devoirs particuliers pour pouvoir faire du bien à toutes les nations du monde (voir Ro 11:5–7 ; 1 Pi 1:2). Mais même ceux-là doivent être appelés et élus pour obtenir le salut.

- Les élus sont ceux qui aiment Dieu de tout leur cœur et mènent une vie qui lui est agréable. Ceux qui vivent ainsi comme ses disciples sont un jour choisis par le Seigneur pour être parmi ses enfants élus (voir Ps 89:4 ; Mt 20:16 ; 22:14 ; 24:24 ; 1 Pi 2:9 ; 2 Jn 1)[1]. Les justes qui suivent le Christ peuvent être comptés parmi les élus qui obtiennent l'assurance de la vie éternelle. Cette vocation et cette élection commencent par le repentir et le baptême. Ils deviennent complets par la persévérance jusqu'à la fin (Mt 10:22 ; 24:13 ; Mc 13:13 ; Lu 21:19 ; 22:28-29 ; Ro 2:7). Les Écritures appellent ce processus affermir sa vocation et son élection (voir 2 Pi 1:4–11).